# Cheondogyo

Flagge der Cheondogyo

Die koreanische Religion des Cheondogyo (koreanisch für Religion des himmlischen Weges) entstand aus der um 1860 von Choe Je-u (최제우) gegründeten Donghak-Bewegung (koreanisch für Östliche Lehre), einer nationalistischen Protestbewegung gegen die von Korruption und Unterdrückung geprägten sozialen Zustände im Korea der Joseon-Dynastie. In Südkorea hat die Glaubensgemeinschaft über eine Million Mitglieder, davon etwa 400.000 in Seoul. In Nordkorea sind es etwa 3 Millionen Gläubige, also etwa 12,9 % der totalen Bevölkerung. Es existiert eine Blockpartei, die Chondoistische Ch’ŏngu-Partei, die sich auf die Religion des Cheondogyo bezieht.

## Glaube
Cheondogyo ist eine synkretistische Religion, die Elemente aus dem Konfuzianismus und dem Schamanismus in Korea vereint.
Es wird nicht von einem Schöpfergott gesprochen, sondern von einer alles durchdringenden Energie, die das Universum zusammenhält. Die Energie oder Urkraft wird als Haneullim (하늘님) oder „Göttlicher Meister“ bezeichnet. Neben dieser Urkraft gibt es eine Vielzahl an Göttern und Geistwesen sowie Ahnengeister.
Wie im Konfuzianismus wird hoher Wert auf die Selbstkultivation gelegt. Man muss starken Geistes sein und kann somit Einfluss auf die Realität erlangen. Gebete an Götter und Geister sind nützlich, müssen aber nicht durchgeführt werden. Hat man genug „magische Kraft“, wird man selbst zu einem höheren Geistwesen. Jeder besitzt einen freien Willen.

## Geschichte
Cheondogyo entstand aus der Donghak-Bewegung, einer politisch-religiösen Erneuerungsbewegung aus dem 19. Jahrhundert gegen das Christentum. Gegründet wurde sie im Jahr 1860. und wurde mit ihrem dritten Führer Son Pyŏng-Hi als eigenständige Religion anerkannt.
Choe Je-u bezeichnete Cheondogyo als Alternative zum Christentum („Westliche Lehre“). Aufgrund der Vereinigung von Konfuzianismus, Buddhismus, und Taoismus und der Behauptung die „Östliche Lehre“ zu repräsentieren, erreichte der Chendogyo schnell die breite Masse.